# Rovigo (torrente)

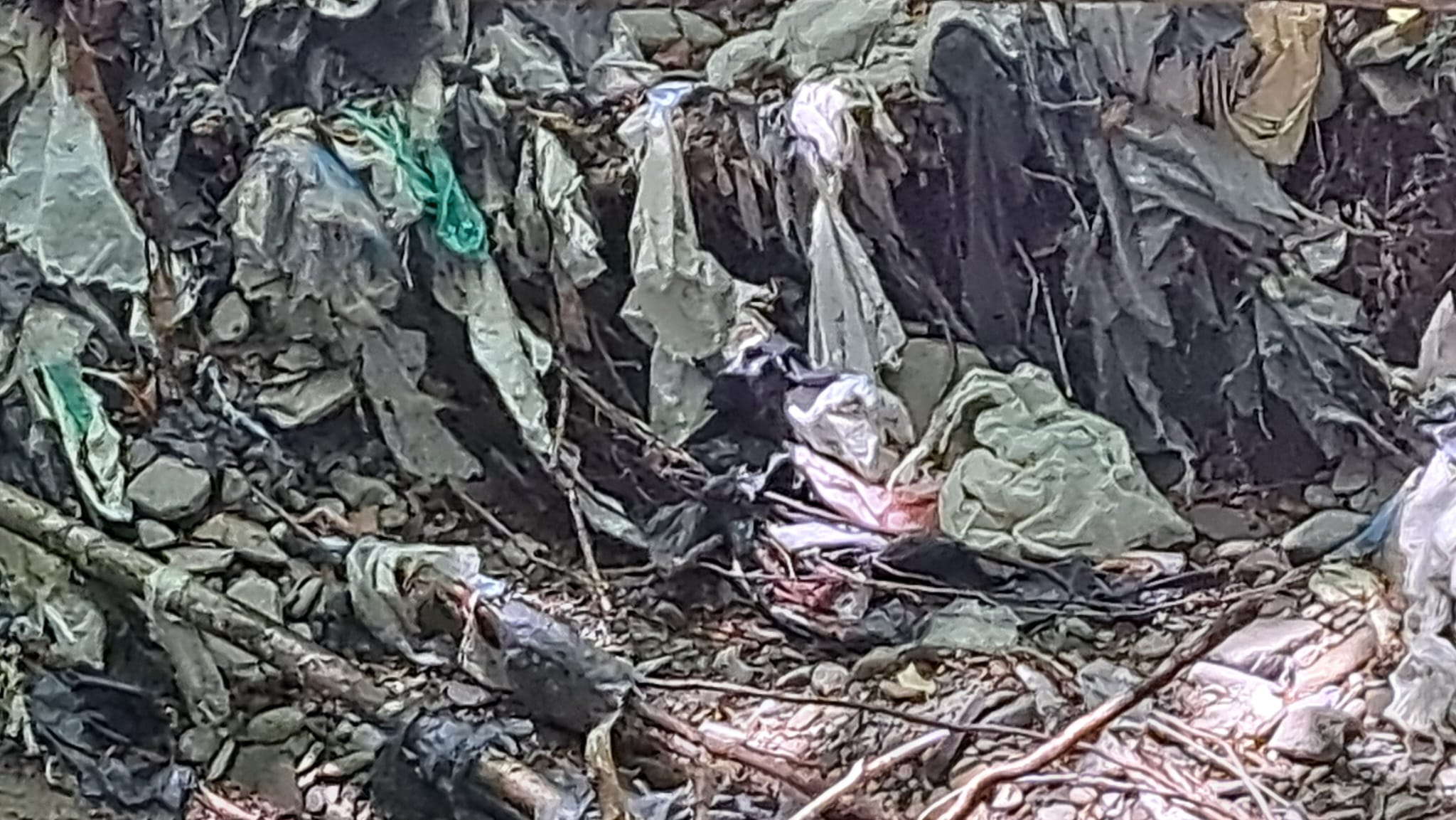
Dettaglio a due anni dal disastro

Il torrente Rovigo è un corso d'acqua dell'Appennino imolese, uno dei principali tributari nel tratto montano del Santerno.
Il suo corso, interamente compreso nel comune di Firenzuola, principia nei pressi del passo della Sambuca, al confine con il comune di Palazzuolo. Scorre poi in direzione nord, in una valle incassata tra i rilievi di poggio Roncaccio (1.044 m), sulla destra, e monte Frena (873 m), sulla sinistra. Dopo un percorso di circa 12 chilometri si getta da destra nel Santerno, nei pressi della frazione San Pellegrino.
Il 14 marzo 2025 le piogge intense hanno causato una frana in località Le Spiagge che ha scoperto una enorme discarica abbandonata. Era stata realizzata nel 1971 per conferire decine di migliaia di tonnellate di rifiuti da parte del comune di Firenze. La frana ha riversato nel torrente una quantità indeterminata di rifiuti che si sono diffusi su tutto il bacino idrografico del Santerno. Ne è risultato un danno ambientale enorme e di difficile soluzione.
Dal 10 aprile 2025 il corso d'acqua funestato dal disastro ambientale fa parte dei «Luoghi del Cuore» del FAI - Fondo per l'Ambiente italiano, grazie ad una petizione popolare che, in poco più di 48 ore, ha raggiunto consenso di oltre 11 mila votanti, posizionando il Rio Rovigo al primo posto tra i candidati nella regione Toscana e al ventesimo in ambito nazionale.
I rifiuti riversati nel torrente sono stimati oltre le 5000 tonnellate. Si tratta soprattutto di plastica, polistirolo espanso e vetro.